# Wileńska Izba Rolnicza
Wileńska Izba Rolnicza – jednostka samorządu gospodarczego rolnictwa, a jednocześnie osoba publiczno-prawna, ustanowiona w celu zorganizowania zawodu rolniczego oraz w dziedzinie działalności rolnictwa. Pojęcie rolnictwo obejmowało – oprócz właściwego rolnictwa – również leśnictwo, ogrodnictwo, hodowlę zwierząt i ryb oraz inne gałęzie wytwórcze związane z gospodarstwem rolnym.

## Powołanie Izby
Na podstawie rozporządzenie Rady Ministrów z 1933 r. o utworzeniu izb rolniczych z siedzibami w Białymstoku, Kielcach, Lublinie, Lwowie, Łodzi, Łucku i Wilnie oraz o ustaleniu okręgów działalności tych izb ustanowiono Wileńską Izbę Rolniczą. Rozporządzeniem Ministra Rolnictwa i Reform Rolnych z 1933 r. nadano jej statut. Powołanie izby pozostawało w ścisłym związku z rozporządzenie Prezydenta RP z 1928 r. o izbach rolniczych, które zostało znowelizowane w 1932 r. Obwieszczeniem Ministra Rolnictwa i Reform Rolnych z 1932 r. ogłoszono jednolity tekst rozporządzenia Prezydenta Rzeczypospolitej o izbach rolniczych.
Ustawodawstw z 1928 r. regulujące tworzenie izb rolniczych pozwoliło na zorganizowanie jednej izby – Warszawskiej Izby Rolniczej. Dostrzeżono występowanie sprzeczności między ustawą o samorządzie terytorialnym a samorządem rolniczym. Podstawową trudność sprawiał fakt, iż ówczesne terytorium Polski o nieukształtowanych jeszcze ostatecznych granicach, stanowiło system odmiennych politycznie, gospodarczo oraz kulturowo regulacji prawno-administracyjnych. Różnice wyrażały się w kształcie, organizacji oraz w sposobie funkcjonowania organów administracji zarówno rządowej, jak i samorządowej. Ponadto kontrowersje wokół powstania izb rolniczych wzbudzał przymusowy charakter członkostwa w ich ramach izby oraz wzajemne relacje i podział zadań pomiędzy samorząd rolniczy a samorząd terytorialny.
W regulacjach prawnych z 1932 r. przyjęto, że okręgiem działalności izby rolniczej był obszar jednego województwa. Jednocześnie w przypadkach uzasadnionych szczególnymi względami gospodarczymi okrąg izby rolniczej mógł być mniejszy albo większy od obszaru jednego województwa. Korzystając z możliwości rozszerzenia obszaru działania zawartych w ustawie z 1932 r. powołano Wileńska Izbę Rolnicza, która oprócz woj. wileńskiego, dodatkowo obejmowała województwo nowogródzkie.

## Zadania Izby
Do zadań izb rolniczych należało:
- przedstawicielstwo i obrona interesów rolnictwa,
- samodzielne przedsiębranie – w granicach obowiązujących przepisów prawa – środków w zakresie wszechstronnego popierania rolnictwa,
- wykonywanie czynności powierzanych izbom rolniczym przez ustawy i rozporządzenia oraz współdziałanie z władzami rządowymi i samorządowymi we wszelkich sprawach dotyczących rolnictwa, w szczególności zaś przy wykonywaniu przez te władze nadzoru nad działalnością powiatowych samorządów terytorialnych i zapewnianiu jednolitości prowadzonej przez te samorządy akcji w dziedzinie rolnictwa.

W urzeczywistnianiu przedstawicielstwa i obrony interesów rolnictwa izby rolnicze miały na celu:
- występowanie do władz rządowych i samorządowych z wnioskami o ogólnych potrzebach rolnictwa oraz o potrzebach rolnictwa ich okręgów,
- wydawanie opinie w sprawach dotyczących rolnictwa, w szczególności zaś opinie o projektach ustaw i rozporządzeń z zakresu rolnictwa oraz innych dziedzin, mających znaczenie dla rolnictwa,
- delegowania swoich przedstawicieli do istniejących przy władzach rządowych organów doradczych,
- wyznaczania na żądanie właściwych władz lub osób zainteresowanych rzeczoznawców do wydawania opinii, stwierdzania stanu faktycznego oraz innych działań, wymagających wiarogodności i znajomości rzeczy w sprawach dotyczących rolnictwa,
- składania Ministrowi Rolnictwa i Reform Rolnych sprawozdania o stanie rolnictwa w ich okręgach.

## Samodzielne popieranie rolnictwa
W zakresie samodzielnego popierania rolnictwa do zadań izb rolniczych w szczególności należało:
- zakładanie i utrzymywanie szkół rolniczych oraz szerzenie oświaty rolniczej pozaszkolnej,
- organizowanie doświadczalnictwa we wszystkich gałęziach produkcji rolnej,
- organizowanie wystaw i pokazów rolniczych,
- udzielanie porad i pomocy fachowej w sprawach rolnictwa,
- organizowanie rachunkowości gospodarstw rolnych,
- organizowanie melioracji rolnych,
- organizowanie hodowli, w szczególności kwalifikowanie gospodarskich zwierząt zarodowych i prowadzenie ksiąg tych zwierząt, wykonywanie kontroli gospodarstw hodowlanych oraz produktów hodowli,
- kwalifikowanie nasion i ziemiopłodów wprowadzanych do obrotu handlowego jako materiał uszlachetniony,
- organizowanie akcji ochrony roślin przed chorobami roślin i ich szkodnikami oraz akcji tępienia chwastów,
- współdziałanie w zaspakajaniu potrzeb rolnictwa w zakresie nawozów sztucznych, nasion, pasz, maszyn rolniczych, inwentarza żywego i innych środków produkcji rolnej,
- organizowanie lecznictwa zwierząt domowych,
- organizowanie gospodarstw leśnych w lasach niestanowiących własności Państwa oraz zalesień nieużytków,
- organizowanie ochrony rolnictwa przed klęskami elementarnymi oraz pomocy dla gospodarstw przez klęski te nawiedzonych,
- badanie opłacalności poszczególnych gałęzi produkcji rolnej i określanie istotnych kosztów produkcji,
- współdziałanie w zaspakajaniu potrzeb rolnictwa w zakresie kredytu,
- współdziałanie w sprawie organizacji zbytu produktów rolnych oraz przy ustalaniu cen tych produktów, w szczególności na giełdach i targach,
- zbieranie danych statystycznych, dotyczących rolnictwa,
- opieka nad gospodarstwami, powstałem z przebudowy ustroju rolnego,
- współdziałanie w organizowaniu ubezpieczeń w rolnictwie,
- opieka nad spółkami wodnymi, pastwiskowymi i leśnymi.

## Organy Izby
Organami izby rolniczej były:
- rada izby,
- zarząd izby,
- prezes izby.

## Współpraca Izby z organizacjami rolniczymi
Przy wypełnianiu swoich zadań w zakresie samodzielnego popierania rolnictwa izba utrzymywała stałą wież i ścisłą łączność z pracami jednostek samorządu terytorialnego i organizacjach rolniczych, przede wszystkim z powiatowymi organizacjami ogólno-rolniczymi. Wśród nich z:
- związkami rolniczymi,
- zrzeszeniami rolników,
- spółdzielniami rolniczymi.

Izby rolnicze uprawnione były do przejmowania od społecznych organizacji rolniczych – na ich wniosek i za zgodą Ministra Rolnictwa i Reform Rolnych – cały majątek tych organizacji lub poszczególnych praw, zobowiązań, zakładów, i urządzeń w celu właściwego ich użytkowania.

## Wybór radców w okręgach wyborczych
Do rady izby wybierano osoby przez zgromadzenia wyborcze, bez różnicy płci, które przy braku przeszkód, czyniących zadość następującym warunkom:
- ukończyły 30 lat,
- byli właścicielami, dzierżawcami (użytkownikami) lub kierownikami założonych w okręgu izby gospodarstw rolnych,
- pracowali w okręgu izby w dziedzinie rolnictwa i posiadali wykształcenie wyższe lub wykształcenie rolnicze co najmniej średnie.

## Okręgi wyborcze
Dla przeprowadzenia wyborów radców ustanowiono 16 następujących okręgów wyborczych, przy czym w każdym okręgu wybierano po jednym radcy:
- I – brasławski,
- II – dziśnieński,
- III – mołodecki,
- IV – oszmiański,
- V – postawski,
- VI – święciański,
- VII – wilejski,
- VIII – wileńsko-trocki, Wilno,
- IX – baranowicki,
- X – lidzki,
- XI – nieświeski,
- XII – nowogódzki,
- XIII – słonimski,
- XIV – stołpecki,
- XV – szczuczyński,
- XVI – wołożyński.

Ponadto dokonywano wyboru radców z wyboru społecznych organizacji rolniczej, w tym po jednym radcy z następujących organizacji:
- Okręgowe Towarzystwo Organizacji i Kółek Rolniczych w Święcianach,
- Okręgowe Towarzystwo Organizacji i Kółek Rolniczych w Wilejce,
- Okręgowe Towarzystwo Organizacji i Kółek Rolniczych w Wilnie,
- Okręgowe Towarzystwo Organizacji i Kółek Rolniczych w Lidzie,
- Okręgowe Towarzystwo Organizacji i Kółek Rolniczych w Nieświeżu,
- Okręgowe Towarzystwo Organizacji i Kółek Rolniczych w Stołpcach,
- Okręgowe Towarzystwo Organizacji i Kółek Rolniczych w Szczucinie,
- Okręgowe Towarzystwo Organizacji i Kółek Rolniczych w Wołożynie,
- Towarzystwo Lniarskie w Wilnie (2 radców).